# クレスチン
クレスチン（Krestin）は、クレハと第一三共より共同販売されていた抗悪性腫瘍剤（抗がん剤：生物学的応答調節剤）の商品名（登録商標）である。PSK (polysaccharide-Kureha) という略号で表されることもあるが、こちらも登録商標である。成分は、カワラタケ（Trametes versicolor）CM-101株菌糸体より得られる多糖類でタンパク質と結合している。
2017年3月17日、クレハは、クレスチン細粒の製造販売を中止すると発表した。需要が減少し、製造販売を中止しても治療への影響は少ないと判断したためで、2018年3月末で薬価基準から削除される（第一三共からの販売は9月末で中止の予定）。
本剤は手間のかからない経口投与で、深刻な副作用がないことから、1977年の販売開始後、単独でかなり多く使われた時期があった。
しかし、1989年12月に効能・効果（後述）が改められ単剤使用は認められなくなり、化学療法と併用する薬剤となった。
クレスチンは、担癌により低下した免疫応答機構を改善・回復することにより抗腫瘍作用を発揮すると考えられる。

## 構造
カワラタケから抽出された多糖ータンパク質複合体が抗腫瘍活性を示すことは、1970年に報告された。平均分子量は9.4 × 104。糖鎖部分はグルコース (74.6%)、ガラクトース (2.7%)、マンノース (15.5%)、キシロース (4.8%)、フコース (2.4%) を含むが、ほとんどはβ-グルカンである。グルカン部分にはβ1→3、1→4、1→6構造が存在し、糖数残基ごとに分岐していることが示唆されている。タンパク質部分と糖鎖部分は、O-あるいはN-グリコシド結合している。
クレスチン製剤の外観は、褐色または褐色を帯びた細粒である。
また、カワラタケ (Coriolus vesicolor Iwade) からは、抗腫瘍性多糖類としてコリオラン (coriolan) の単離が1971年に報告されている。

## 効能・効果
- 胃癌（手術例）および結腸・直腸癌（治癒切除例）における化学療法との併用による生存期間の延長[3]
- 小細胞肺癌に対する化学療法等との併用による生存期間の延長[3]

## 作用機序
NK細胞活性、インターフェロン生産能、インターロイキン生産能の増強などの免疫系の活性化により抗悪性腫瘍効果を表す。本剤が直接的に腫瘍細胞を攻撃するものではない。

## 製品
「クレスチン」（クレハ=第一三共）のほか、後発医薬品の「アスクレ」（日医工）、「カルボクリン末」（大洋薬品工業、現・武田テバファーマ））、「クレチール末」（沢井製薬）、「チオレスチン散」（長生堂製薬）なども発売されていたが、2017年3月現在、クレスチン細粒以外はすでに薬価基準から削除されている。